# Dan White (attore)
Daniel Mathew White (Falmouth, 25 marzo 1908 – Tampa, 7 luglio 1980) è stato un attore statunitense.
Ha recitato in oltre 190 film dal 1936 al 1975 ed è apparso in oltre 70 produzioni televisive dal 1953 al 1975. È stato accreditato anche con i nomi Dan M. White, Daniel M. White e Daniel White.

## Biografia
Figlio di George H. White (1864-1954) e Orpah Lee White (1869-1943), Dan White nacque a Falmouth, in Florida, il 25 marzo 1908.
Per il cinema e la televisione, interpretò numerosi personaggi secondari o ruoli da guest star in molti film ed episodi di serie televisive, in particolare del genere western, dagli anni 50 agli anni 70.
La sua ultima apparizione sul piccolo schermo avvenne nell'episodio A Way to Dusty Death della serie televisiva Mannix, andato in onda il 23 settembre 1973, che lo vede nel ruolo di  Steve, mentre per il grande schermo l'ultima interpretazione risale al film Smoke in the Wind del 1975 in cui interpreta il colonnello Joab Cullen.
Morì a Tampa, in Florida, il 7 luglio 1980 e fu cremato.

## Filmografia

### Cinema
- Everybody's Old Man, regia di James Flood (1936)
- Born to Be Wild, regia di Joseph Kane (1938)
- Murder in the Family, regia di Albert Parker (1938)
- Billy the Kid Returns, regia di Joseph Kane (1938)
- Prairie Moon, regia di Ralph Staub (1938)
- Shine On, Harvest Moon, regia di Joseph Kane (1938)
- Rough Riders' Round-up, regia di Joseph Kane (1939)
- Gli avventurieri (Dodge City), regia di Michael Curtiz (1939)
- The Law Comes to Texas, regia di Joseph Levering (1939)
- La strage di Alamo (Man of Conquest), regia di George Nicholls Jr. (1939)
- In Old Monterey, regia di Joseph Kane (1939)
- The Fighting Renegade, regia di Sam Newfield (1939)
- Jeepers Creepers, regia di Frank McDonald (1939)
- Rovin' Tumbleweeds, regia di George Sherman (1939)
- Partita d'azzardo (Destry Rides Again), regia di George Marshall (1939)
- Reno, regia di John Farrow (1939)
- El Diablo Rides, regia di Ira S. Webb (1939)
- Death Rides the Range, regia di Sam Newfield (1939)
- Via col vento (Gone with the Wind), regia di Victor Fleming (1939)
- Days of Jesse James, regia di Joseph Kane (1939)
- Furore (The Grapes of Wrath) (1940)
- Al di là del domani (Beyond Tomorrow) (1940)
- La nostra città (Our Town) (1940)
- Adventures of Red Ryder (1940)
- Deadwood Dick (1940)
- Quelli della Virginia (The Howards of Virginia) (1940)
- Too Many Girls (1940)
- She Couldn't Say No (1940)
- Gli amanti (Back Street) (1941)
- Prairie Pioneers (1941)
- The Singing Hill (1941)
- Il cavaliere della città fantasma (The Lone Rider in Ghost Town) (1941)
- The Parson of Panamint, regia di William C. McGann (1941)
- The Lone Rider in Frontier Fury (1941)
- The Lone Rider Ambushed (1941)
- I due del Texas (Texas), regia di George Marshall (1941)
- Lone Star Law Men (1941)
- Forbidden Trails, regia di Robert N. Bradbury (1941)
- Juke Girl (1942)
- Junior G-Men of the Air (1942)
- Tumbleweed Trail (1942)
- Sheriff of Sage Valley (1942)
- La corriera dell'ovest (Overland Stagecoach) (1942)
- Ho sposato una strega (I Married a Witch) (1942)
- Border Patrol (1943)
- Le stelle hanno paura (Lady of Burlesque) (1943)
- Death Rides the Plains (1943)
- Fighting Valley (1943)
- Black Hills Express (1943)
- The Renegade, regia di Sam Newfield (1943)
- Trail of Terror (1943)
- La città rubata (The Kansan) (1943)
- Arizona Trail (1943)
- Here Comes Kelly (1943)
- Blazing Guns (1943)
- Outlaws of Stampede Pass (1943)
- False Colors (1943)
- Boss of Rawhide (1943)
- Smart Guy (1943)
- The Phantom (1943)
- Westward Bound, regia di Robert Emmett Tansey (1944)
- Marshal of Gunsmoke (1944)
- Outlaw Roundup (1944)
- Arizona Whirlwind (1944)
- Voodoo Man (1944)
- Frontier Outlaws (1944)
- Al chiaro di luna (Shine on Harvest Moon) (1944)
- Guns of the Law (1944)
- La valle della vendetta (Valley of Vengeance) (1944)
- La rivincita dell'uomo invisibile (The Invisible Man's Revenge) (1944)
- Fuzzy Settles Down (1944)
- Raiders of Ghost City (1944)
- The Utah Kid (1944)
- Gangsters of the Frontier (1944)
- Black Arrow (1944)
- The Mystery of the Riverboat (1944)
- Harmony Trail (1944)
- Crazy Knights (1944)
- The Big Bonanza (1944)
- Rough Ridin' Justice (1945)
- La schiava del sudan (Sudan) (1945)
- The Return of the Durango Kid (1945)
- Beyond the Pecos (1945)
- Both Barrels Blazing (1945)
- Trail to Vengeance (1945)
- Flaming Bullets (1945)
- Frontier Feud (1945)
- Duello a S. Antonio (San Antonio) (1945)
- Gun Town (1946)
- Gunman's Code (1946)
- Il cucciolo (The Yearling) (1946)
- Duello al sole (Duel in the Sun) (1946)
- Il mare d'erba (The Sea of Grass) (1947)
- Il solitario del Texas (Albuquerque) (1948)
- The Westward Trail (1948)
- Sul fiume d'argento (Silver River) (1948)
- L'impronta dell'assassino (I Wouldn't Be in Your Shoes) (1948)
- Shaggy (1948)
- Le quattro facce del West (Four Faces West) (1948)
- Le mura di Gerico (The Walls of Jericho) (1948)
- Il fiume rosso (Red River) (1948)
- La città della paura (Station West) (1948)
- Sunset Carson Rides Again (1948)
- L'isola sconosciuta (Unknown Island) (1948)
- Gunning for Justice (1948)
- La frusta nera (Outlaw Country) (1949)
- Dynamite (1949)
- Cover Up (1949)
- Il ranch delle tre campane (South of St. Louis) (1949)
- El Paso (1949)
- The Cowboy and the Indians (1949)
- Intruder in the Dust (1949)
- La morte al di là del fiume (Roseanna McCoy) (1949)
- I cavalieri del Nord Ovest (She Wore a Yellow Ribbon) (1949)
- La congiura dei rinnegati (Return of the Frontiersman) (1950)
- Romantico avventuriero (The Gunfighter) (1950)
- L'amante (A Lady Without Passport) (1950)
- Che vita con un cow boy! (Never a Dull Moment) (1950)
- La valle della vendetta (Vengeance Valley) (1951)
- Sugarfoot (1951)
- I lancieri del Dakota (Oh! Susanna) (1951)
- La prova del fuoco (The Red Badge of Courage) (1951)
- L'uomo dell'est (Rawhide) (1951)
- Il passo dell'avvoltoio (Raton Pass) (1951)
- Comin' Round the Mountain, regia di Charles Lamont (1951)
- Davide e Betsabea (David and Bathsheba) (1951)
- Il grande bersaglio (The Tall Target) (1951)
- Il suo tipo di donna (His Kind of Woman) (1951)
- A sud rullano i tamburi (Drums in the Deep South) (1951)
- La sirena del circo (Texas Carnival) (1951)
- La montagna dei sette falchi (Red Mountain) (1951)
- Tamburi lontani (Distant Drums) (1951)
- Stella solitaria (Lone Star) (1952)
- 5.000 dollari per El Gringo (Waco) (1952)
- Wait Till the Sun Shines, Nellie (1952)
- Dan il terribile (Horizons West) (1952)
- Il temerario (The Lusty Men) (1952)
- La frusta d'argento (The Silver Whip) (1953)
- Pistole infallibili (Born to the Saddle) (1953)
- Inferno (1953)
- Un leone per la strada (A Lion Is in the Streets) (1953)
- Duello all'ultimo sangue (Gun Fury) (1953)
- La grande carovana (Jubilee Trail) (1954)
- Bella ma pericolosa (She Couldn't Say No) (1954)
- Il figlio di Kociss (Taza, Son of Cochise) (1954)
- Tennessee Champ (1954)
- Yankee Pascià (Yankee Pasha) (1954)
- Gangsters in agguato (Suddenly) (1954)
- La ragazza di campagna (The Country Girl) (1954)
- L'americano (The Americano) (1955)
- L'agente speciale Pinkerton (Rage at Dawn) (1955)
- Duello a Bitter Ridge (The Man from Bitter Ridge) (1955)
- Sangue di Caino (The Road to Denver) (1955)
- Gli implacabili (The Tall Men) (1955)
- La freccia sulla croce (The Twinkle in God's Eye) (1955)
- Glory (1956)
- Tramonto di fuoco (Red Sundown) (1956)
- L'ultima caccia (The Last Hunt) (1956)
- L'alba del gran giorno (Great Day in the Morning) (1956)
- Duello al Passo Indio (Thunder Over Arizona) (1956)
- Vita di una commessa viaggiatrice (The First Traveling Saleslady) (1956)
- Due pistole per due fratelli (Gun Brothers) (1956)
- I dieci comandamenti (The Ten Commandments) (1956)
- Il gigante (Giant) (1956)
- Il mago della pioggia (The Rainmaker) (1956)
- L'uomo solitario (The Lonely Man) (1957)
- La banda degli angeli (Band of Angels) (1957)
- Il delinquente del rock and roll (Jailhouse Rock) (1957)
- Duello a Rio Bravo (Gunfire at Indian Gap) (1957)
- I quattro pistoleros (Escape from Red Rock) (1957)
- L'infernale Quinlan (Touch of Evil) (1958)
- Quantrill il ribelle (Quantrill's Raiders) (1958)
- La legge del più forte (The Sheepman) (1958)
- L'orgoglioso ribelle (The Proud Rebel) (1958)
- Lo sceriffo è solo (Frontier Gun) (1958)
- Il pistolero di Laredo (Gunmen from Laredo) (1959)
- Lo stallone selvaggio (King of the Wild Stallions) (1959)
- La mia terra (This Earth Is Mine) (1959)
- Il grande pescatore (The Big Fisherman) (1959)
- Attack of the Giant Leeches (1959)
- Adorabile infedele (Beloved Infidel) (1959)
- La famiglia assassina di Mà Barker (Ma Barker's Killer Brood) (1960)
- Mille donne e un caporale (The Sergeant Was a Lady) (1961)
- Solo sotto le stelle (Lonely Are the Brave) (1962)
- I selvaggi della prateria (The Wild Westerners) (1962)
- Il buio oltre la siepe (To Kill a Mockingbird) (1962)
- Il cardinale (The Cardinal) (1963)
- Tigre in agguato (A Tiger Walks) (1964)
- Dollari maledetti (The Bounty Killer) (1965)
- La vendetta degli Apache (Apache Uprising) (1965)
- Jesse James Meets Frankenstein's Daughter (1966)
- Waco, una pistola infallibile (Waco), regia di R.G. Springsteen (1966)
- Il grido di guerra dei sioux (Red Tomahawk) (1967)
- Non stuzzicate i cowboys che dormono (The Cheyenne Social Club) (1970)
- Il pirata dell'aria (Skyjacked) (1972)
- Smoke in the Wind (1975)

### Televisione
- Il cavaliere solitario (The Lone Ranger) – serie TV, un episodio (1953)
- Wild Bill Hickok (Adventures of Wild Bill Hickok) – serie TV, 2 episodi (1952-1955)
- Cavalcade of America – serie TV, 2 episodi (1953-1956)
- Hopalong Cassidy – serie TV, un episodio (1953)
- The Adventures of Kit Carson – serie TV, un episodio (1954)
- Cisco Kid (The Cisco Kid) – serie TV, 3 episodi (1954)
- Climax! – serie TV, episodio 1x07 (1954)
- Le leggendarie imprese di Wyatt Earp (The Life and Legend of Wyatt Earp) – serie TV, 5 episodi (1955-1961)
- Lux Video Theatre – serie TV, un episodio (1955)
- Stories of the Century – serie TV, un episodio (1955)
- The Man Behind the Badge – serie TV, 2 episodi (1955)
- Red Ryder – serie TV, un episodio (1956)
- Corky and White Shadow – serie TV, un episodio (1956)
- Tales of the Texas Rangers – serie TV, un episodio (1956)
- Screen Directors Playhouse – serie TV, episodio 1x20 (1956)
- Telephone Time – serie TV, episodio 2x07 (1956)
- The Adventures of Jim Bowie – serie TV, un episodio (1956)
- West Point – serie TV, episodio 1x15 (1957)
- La pattuglia della strada (Highway Patrol) – serie TV, 2 episodi (1957-1958)
- Sheriff of Cochise – serie TV, un episodio (1957)
- Scienza e fantasia (Science Fiction Theatre) – serie TV, episodio 2x39 (1957)
- Corky, il ragazzo del circo (Circus Boy) – serie TV, episodi 1x21-1x26 (1957)
- Adventures of Superman – serie TV, un episodio (1957)
- The Ford Television Theatre – serie TV, un episodio (1957)
- Sugarfoot – serie TV, episodio 1x03 (1957)
- Casey Jones – serie TV, un episodio (1957)
- Maverick – serie TV, 2 episodi (1958-1961)
- Disneyland – serie TV, 3 episodi (1958-1961)
- Tales of Wells Fargo – serie TV, 3 episodi (1958-1962)
- The Rifleman – serie TV, 2 episodi (1958-1963)
- Carovane verso il west (Wagon Train) – serie TV, 3 episodi (1958-1963)
- Broken Arrow – serie TV, un episodio (1958)
- From These Roots – serie TV (1958)
- The Texan – serie TV, 3 episodi (1959-1960)
- The Deputy – serie TV, 2 episodi (1959-1960)
- Gli uomini della prateria (Rawhide) – serie TV, 2 episodi (1959-1962)
- Laramie – serie TV, 4 episodi (1959-1962)
- Northwest Passage – serie TV, un episodio (1959)
- The Californians – serie TV, un episodio (1959)
- Lassie – serie TV, un episodio (1959)
- Bat Masterson – serie TV, 2 episodi (1960-1961)
- Bonanza – serie TV, 8 episodi (1960-1967)
- Gunsmoke – serie TV, 6 episodi (1960-1972)
- Ricercato vivo o morto (Wanted: Dead or Alive) – serie TV, 2 episodi (1960)
- Overland Trail – serie TV, un episodio (1960)
- Wichita Town – serie TV, un episodio (1960)
- Thriller – serie TV, un episodio (1960)
- General Electric Theater – serie TV, episodio 9x10 (1960)
- Ai confini della realtà (The Twilight Zone) – serie TV, un episodio (1961)
- The Rebel – serie TV, un episodio (1961)
- Scacco matto (Checkmate) – serie TV, episodio 1x24 (1961)
- Outlaws – serie TV, un episodio (1961)
- Avventure in fondo al mare (Sea Hunt) – serie TV, un episodio (1961)
- Cheyenne – serie TV, un episodio (1961)
- Ripcord – serie TV, episodio 1x22 (1962)
- Il virginiano (The Virginian) – serie TV, 5 episodi (1962-1970)
- Have Gun - Will Travel – serie TV, episodio 6x12 (1962)
- Polvere di stelle (Bob Hope Presents the Chrysler Theatre) – serie TV, 2 episodi (1963-1966)
- Sotto accusa (Arrest and Trial) – serie TV, episodio 1x01 (1963)
- Destry – serie TV, un episodio (1964)
- Petticoat Junction – serie TV, 2 episodi (1965-1966)
- La fattoria dei giorni felici (Green Acres) – serie TV, 2 episodi (1965-1967)
- Flipper – serie TV, 2 episodi (1965)
- The Beverly Hillbillies – serie TV, un episodio (1966)
- Ai confini dell'Arizona (The High Chaparral) – serie TV, 3 episodi (1967-1970)
- Reporter alla ribalta (The Name of the Game) – serie TV, un episodio (1970)
- Swing Out, Sweet Land – film TV (1970)
- Adam-12 – serie TV, un episodio (1971)
- They Call It Murder – film TV (1971)
- Barnaby Jones – serie TV, un episodio (1973)
- Mannix – serie TV, un episodio (1973)
- Beyond the Bermuda Triangle – film TV (1975)